# Station Bø
Station Bø is een spoorwegstation in het stadje Bø in de gemeente Midt-Telemark in de fylke Telemark in het zuiden van Noorwegen. Het station, aan Sørlandsbanen, werd geopend in 1924. Het was het laatste station in Telemark dat bemand was. In 2008 werd ook Bø onbemand. 